# Oskarshamn község
Oskarshamn község (svédül: Oskarshamns kommun) Svédország 290 községének egyike. 
A mai község 1971-ben jött létre.

## Települései
A községben 17 település található:
| Település   | Népesség | Megjegyzés         |
| ----------- | -------- | ------------------ |
| Oskarshamn  |          | a község székhelye |
| Påskallavik |          |                    |
| Kristdala   |          |                    |
| Fårbo       |          |                    |
| Mysingsö    |          |                    |
| Emsfors     |          |                    |
| Bockara     |          |                    |
| Figeholm    |          |                    |
| Saltvik     |          |                    |
| Björnhult   |          |                    |
| Bråbo       |          |                    |
| Ishult      |          |                    |
| Kilen       |          |                    |
| Misterhult  |          |                    |
| Mörtfors    |          |                    |
| Skorpetorp  |          |                    |
| Vånevik     |          |                    |

### Külső hivatkozások
- Hivatalos honlap Archiválva 2021. március 8-i dátummal a Wayback Machine-ben